# 휴엘

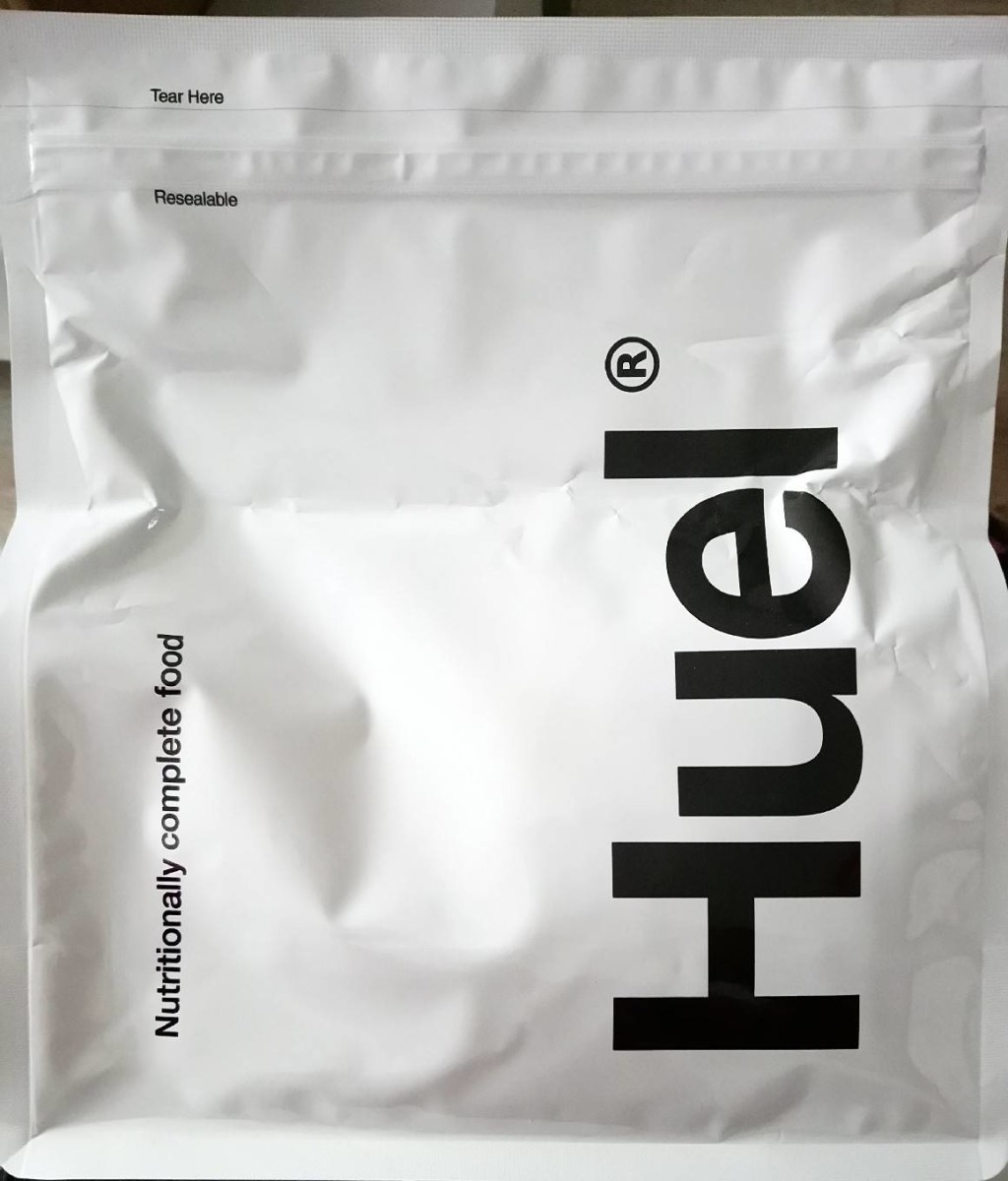
바닐라향 휴엘 가루 패키지

휴엘(Huel)은 가루로 된 영양식이자 이 제품을 유통하는 회사의 이름으로 기본식인 '휴엘 파우더'는 완전히 식단을 대체하여 인체의 필요 영양소를 제공하도록 설계되었다. 휴엘은 귀리, 쌀이나 콩 추출 단백질, 해바라기씨, 아마씨, 코코넛 중쇄 중성지방, 여럿의 식이보충제(비타민과 미네랄)로 제조되었다.
2017년 휴엘은 1천 4백만 파운드의 수익을 창출하였고 영국에서 가장 빠른 성장세를 보이는 기업 중 하나이다.

## 역사
휴엘은 현재도 회사의 근거지인 영국 에일즈베리에 2014년 줄리안 헌이 설립한 회사이다.본래의 제조법은 공인 영양사인 제임스 콜리어가 유럽연합식품안전부가 규정한 일일 권장량의 영양소를 비건과 환경친화적인 제품으로서 제공하기 위해 고안하였다.
Huel이라는 이름은 Human(인간)과 Fuel(연료)의 혼성어이다.
2015 6월 최초의 휴엘 제품이 출하하였고 2016년에는 글루텐 프리 제품이 출시되었으며 영국 외의 유럽 지역에도 진출하였고 2017년엔 미국에도 진출하였다.
2018년 휴엘은 80개국 이상에 제품 2천만 개를 판매하였다고 발표하였다.
2017년 11월, 'Life Health Foods'의 전직 최고위자 제임스 맥마스터가 휴엘의 새 CEO로 선출되었다. 맥마스터는 2018년 새로운 제품 출시를 준비하는 브랜드로서  줄리안 헌의 세계적 야망 실현을 돕기 위해 휴엘에 입사하였다.

## 제품
초창기, 휴엘은 본래의 분말식 제품만을 판매했으나 시간이 지나며 점차 고체식 식품과 변형판이 출시되며 제품의 범위가 넓어져왔다.
일반적으로 휴엘 파우더는 약 400 칼로리이다.
- Huel Powder - 2015년 첫 휴엘 제품이 출시된 이래 신판이 생산되고 2018년에는 귀리와 함께쌀, 콩 추출 단백질을 주된 재료로 삼고 미량 영양소가 포함되어 구독이나 대량 매입으로 1.75kg 가방에 담겨 판매되는 제품. 2.3 버전은 여섯 가지 맛(뉴 바닐라, 베리, 민트 초콜릿, 커피, 오리지널 바닐라, 무미무당)으로 섭취할 수 있다.
- Huel Ready-To-Drink – 2018년부터 대량 매입또는 구독으로 병 12개로 구성된 팩으로 판매되는 제품. 각 병마다 500ml의 휴엘이 담겨있고 400 칼로리를 제공하며 베리와 바닐라 맛으로 섭취할 수 있다.[10]
- Huel Bars – 2017년 출시된 비건이자 글루텐 프리 제품.[11]
- Huel Granola – 2018년 출시된 주로 귀리를 감은 제품.[12]
- Flavour Boosts – 감미료의 일종으로 영양학적 가치는 없지만 휴엘 파우더를 보완하기 위해 고안된 제품으로 2018년 기준으로 11가지 맛의 Flavour Boost가 출시되었다..

## 영양
다량 함유 영양소 기준, 휴엘은 단백질 30% , 지방 30%, 탄수화물 37%, 섬유질 3%로 구성되어 있다. Huel Granola, Huel Bars, Huel RTD는 함유된 영양소가 다르게 구성되었다.

## 후기와 반응
2016년 5월, 한 기자가 일주일 동안 휴엘만 섭취해보는 시도에 대해 묘사했다. 그는 혼합물에는 덩어리가 있으며 단순히 구토를 할 것 같은 느낌을 주는 것이 아니라 구토를 거꾸로 하는 느낌을 준다고 말했다.
2017년, 포보스는 휴엘을 가장 좋은 '여러분의 신체 상태를 계속 건강히 유지시켜줄 장치'로 선정했다. 텔레그래프의 한 주 길이의 실험에서는 매우 좋지만 가끔씩만 이용하면 더 좋다는 결론을 내렸다. Coach 잡지에서는 휴엘의 기본적인 맛이 감탄스럽지 않은 맛이라고 묘사했다. 상당히 Flavour Boosts와 홈 레시피로 상향될 수 있지만 말이다.
2017년 2월, 데일리 텔레그래프 기자가 휴엘 단일 식단을 시도하면서 엇갈린 평가를 내놓았다. "2000칼로리 권장량 언저리를 섭취하기 위한 사투를 벌이는 것은 우울감이 들게 했고, 항상 동일한 음식을 먹는 것이 지겨웠지만 포만감을 느끼면서도 3kg 이상을 감량했고 실험 내내 건강해진 느낌이 들었다"고 회고했다.

## 유사 제품
- 암브로나이트
- 소일렌트

## 같이 보기
- 식사대용품